# Omaruru

Omarurus vapen.

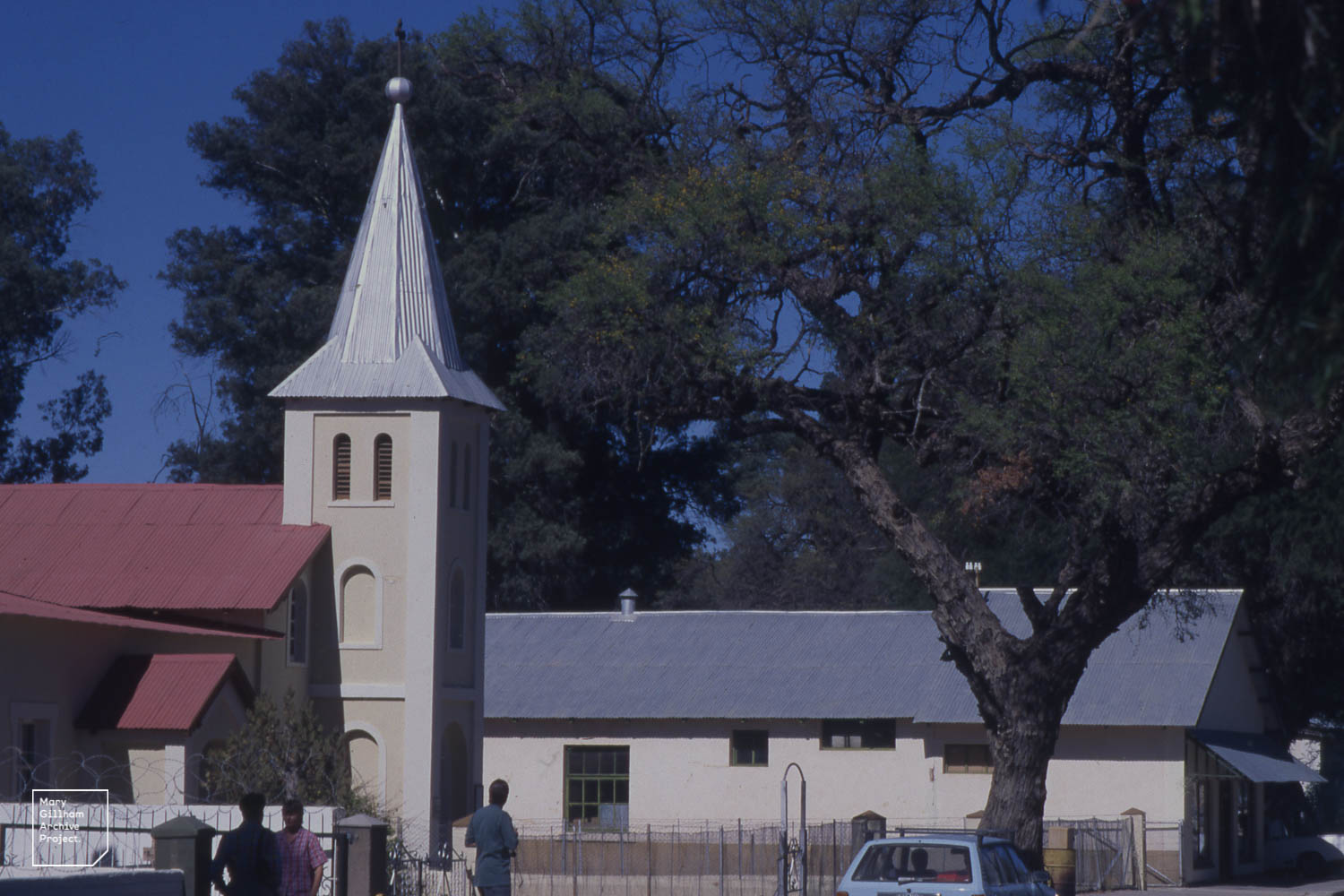
Huvudgatan i Omaruru.

Omaruru är en ort i regionen Erongo i Namibia. Folkmängden uppgick till 6 000 invånare vid folkräkningen 2011, på en yta av 206,6 km². Orten ligger vid vägen mellan städerna Swakopmund och Windhoek. Omaruru är vänort till Vänersborg. Staden lär vara grundad av svensken Axel Eriksson från Vänersborg.[källa behövs]